# Лази (Нижньосілезьке воєводство)
Лази (пол. Łazy, нім. Lahse) — село в Польщі, у гміні Вінсько Воловського повіту Нижньосілезького воєводства.
Населення — 80 осіб (2011).
У 1975-1998 роках село належало до Вроцлавського воєводства.

## Демографія
Демографічна структура станом на 31 березня 2011 року:
|          | Загалом | Допрацездатний вік | Працездатний вік | Постпрацездатний вік |
| -------- | ------- | ------------------ | ---------------- | -------------------- |
| Чоловіки | 41      | 10                 | 27               | 4                    |
| Жінки    | 39      | 11                 | 18               | 10                   |
| Разом    | 80      | 21                 | 45               | 14                   |